# Chimo Lanuza Ortuño
Chimo Lanuza Ortuño (Altea, Alicante; 1957) es un escritor y filólogo español.

## Biografía
Nació en Altea y se trasladó a Villajoyosa, donde pasó su infancia.  
Licenciado en Filología Hispánica por la Universidad de Valencia - Estudio General, es profesor de lengua valenciana por Lo Rat Penat, sociedad con la que mantiene una permanente colaboración. Lanuza asumió la dirección de los cursos de valenciano de dicha entidad durante la presidencia de Xavier Casp, momento en que Lo Rat Penat asume la normas del Puig del valenciano. Fue director del Instituto Valenciano de la Juventud entre 1996 y 1999.
Fue académico correspondiente de la Real Academia de Cultura Valenciana y fue miembro de la Sección de lengua y literatura valencianas de la misma. Además, ha sido candidato independiente en las listas de Coalición Valenciana. Fue uno de los filólogos que participaron en la creación de las Normas ortográficas de la RACV en 1979.

## Premios
Ha recibido el premio Palma Dorada de la asociación cultural ilicitana Regne de Valéncia, el  Mestre en Gai Saber por Lo Rat Penat, y el premio Llealtat del Grupo de Acción Valencianista.

## Obra
Es autor de las siguientes obras:
- Conte contat. Rondallística. Nova Valencia. Valencia 1989. (Coautor)
- Enkara. Poesía. Associacio d’Escritors en Llengua Valenciana. 1994
- Eufemismes. Poesía. Ayuntamiento de Valencia. Valencia 1998.
- Gramatica de la llengua valenciana. Llingüistica. Cuatro ediciones: 1980 1982, 1987 y 1997. (Coautor)
- Lletania. Novela. L’Oronella. Valencia 1997
- Oracio causal. Novela. Associacio d’Escritors en Llengua Valenciana. Valencia 1997.
- Paraules i adeu. Poesía. Lo Rat Penat. Valencia 1994.
- Solage alfabetic d'amor. Poesía. Aitana Editorial. Altea 1998.
- Valencià, ¿llengua o dialecte?. Ensayo. Lo Rat Penat. 1983, 1994
- L'articul. Real Academia de Cultura Valenciana, Aula de Humanidades y Ciencias. Valencia 1997.
- Socioobstaculs de la llengua valenciana. Acció Bibliográfica Valenciana. Valencia 2001.
- De la ma del somriure. Aitana. Altea 2002. (Coautor)
- L'agenda :;(una historia a doble sonet invers en els seus respectius estrambots). Gom Llibres. Sueca 2013.

Además, ha colaborado en la realización del Diccionari General de la Llengua Valenciana y del Diccionari Bilingüe Valencià-Castellà.